# 카이 헤닝 보틸센 닐센
카이 헤닝 보틸센 닐센(덴마크어: Kai Henning Bothildsen Nielsen, 1919년 12월 4일 오르후스 ~ 1947년 5월 9일 코펜하겐)은 제2차 세계 대전 시기에 활동한 덴마크의 국가사회주의 조직인 페테르 그룹(Petergruppen)의 지도자이다.

## 생애
운전사로 일하던 아버지  마리우스 보틸센 닐센(Marius Bothildsen Nielsen)과 어머니 키르스텐 마리에 크리스토페르센(Kirsten Marie Christoffersen) 사이에서 태어났다. 1938년에는 국가사회주의 덴마크 노동자당에 가입했다.1940년에는 무장친위대 가입을 신청했지만 의학적인 이유로 거부되었다. 1943년 창설된 페테르 그룹(Petergruppen)에서 저항 조직 인사 암살, 건물 및 기차 파괴 활동을 전개했다. 1945년 5월 12일에는 덴마크 경찰로부터 57건의 살인, 9건의 살인 미수, 116건의 파괴 사건, 5건의 기차 폭파 사건, 3건의 강도 사건을 일으킨 혐의로 체포되었으며 1947년 5월 9일 코펜하겐에 위치한 보스만스스트레데(Bådsmandsstræde) 감옥에서 교수형에 처해졌다.

## 같이 보기
- 페테르 그룹
- 헤닝 브뢰눔